# Malbuisson
Malbuisson és un municipi francès situat al departament del Doubs i a la regió de Borgonya - Franc Comtat. L'any 2007 tenia 566 habitants.

## Demografia

### Població
El 2007 la població de fet de Malbuisson era de 566 persones. Hi havia 241 famílies de les quals 90 eren unipersonals (43 homes vivint sols i 47 dones vivint soles), 62 parelles sense fills, 79 parelles amb fills i 10 famílies monoparentals amb fills.
La població ha evolucionat segons el següent gràfic:
Habitants censats

### Habitatges
El 2007 hi havia 685 habitatges, 251 eren l'habitatge principal de la família, 402 eren segones residències i 32 estaven desocupats. 200 eren cases i 475 eren apartaments. Dels 251 habitatges principals, 157 estaven ocupats pels seus propietaris, 89 estaven llogats i ocupats pels llogaters i 5 estaven cedits a títol gratuït; 11 tenien una cambra, 44 en tenien dues, 50 en tenien tres, 37 en tenien quatre i 109 en tenien cinc o més. 218 habitatges disposaven pel capbaix d'una plaça de pàrquing. A 121 habitatges hi havia un automòbil i a 117 n'hi havia dos o més.

### Piràmide de població
La piràmide de població per edats i sexe el 2009 era:
| Homes | Edats   | Dones |
| ----- | ------- | ----- |
| 0     | 95 o +  | 0     |
| 0     | 90 a 94 | 0     |
| 4     | 85 a 89 | 8     |
| 0     | 80 a 84 | 4     |
| 0     | 75 a 79 | 4     |
| 4     | 70 a 74 | 12    |
| 16    | 65 a 69 | 8     |
| 4     | 60 a 64 | 24    |
| 12    | 55 a 59 | 4     |
| 16    | 50 a 54 | 4     |
| 4     | 45 a 49 | 12    |
| 16    | 40 a 44 | 8     |
| 20    | 35 a 39 | 24    |
| 12    | 30 a 34 | 12    |
| 8     | 25 a 29 | 20    |
| 20    | 20 a 24 | 12    |
| 20    | 15 a 19 | 4     |
| 8     | 10 a 14 | 16    |
| 8     | 5 a 9   | 12    |
| 8     | 0 a 4   | 16    |

## Economia
El 2007 la població en edat de treballar era de 371 persones, 302 eren actives i 69 eren inactives. De les 302 persones actives 285 estaven ocupades (152 homes i 133 dones) i 17 estaven aturades (7 homes i 10 dones). De les 69 persones inactives 24 estaven jubilades, 21 estaven estudiant i 24 estaven classificades com a «altres inactius».

### Ingressos
El 2009 a Malbuisson hi havia 291 unitats fiscals que integraven 679,5 persones, la mediana anual d'ingressos fiscals per persona era de 24.330 €.

### Activitats econòmiques
Dels 37 establiments que hi havia el 2007, 3 eren d'empreses alimentàries, 3 d'empreses de fabricació d'altres productes industrials, 3 d'empreses de construcció, 4 d'empreses de comerç i reparació d'automòbils, 4 d'empreses de transport, 12 d'empreses d'hostatgeria i restauració, 1 d'una empresa immobiliària, 2 d'empreses de serveis, 3 d'entitats de l'administració pública i 2 d'empreses classificades com a «altres activitats de serveis».
Dels 11 establiments de servei als particulars que hi havia el 2009, 1 era una oficina de correu, 1 guixaire pintor, 2 fusteries, 1 perruqueria, 5 restaurants i 1 saló de bellesa.
Dels 4 establiments comercials que hi havia el 2009, 1 era un hipermercat, 2 fleques i 1 una botiga de roba.
L'any 2000 a Malbuisson hi havia 4 explotacions agrícoles.

## Equipaments sanitaris i escolars
El 2009 hi havia una escola elemental.

## Poblacions més properes
El següent diagrama mostra les poblacions més properes.